# Nueva Palmira
Nueva Palmira es una ciudad uruguaya del departamento de Colonia, sede del municipio homónimo. La ciudad se ubica al noroeste del departamento de Colonia, sobre la margen este del río Uruguay próximo al nacimiento del Río de la Plata, y en la confluencia de las rutas nacionales 21 y 12. La ruta 21 la conecta con la capital departamental Colonia del Sacramento, ubicada 100 km al sureste de Nueva Palmira.
Fue fundada el 26 de octubre de 1831. Según el censo de 2011, contaba con una población de 9.857 habitantes. 
La principal fuente económica de la ciudad es el Puerto de Nueva Palmira, cuyo movimiento lo convierte en el segundo puerto del país después del puerto de Montevideo. Es el principal puerto de salida de la soja.

## Historia
La población de Nueva Palmira fue fundada cerca del arroyo homónimo, surgido en 1758, compuesto de una capilla, que hizo construir en su estancia Juan Francisco Palacios, y 16 ranchos en un entorno de cuatro manzanas, destinado a desaparecer. Aquella capilla se puso inicialmente bajo la advocación de la Inmaculada Concepción de María Santísima, pero años más tarde se colocó en sus altares la imagen de la Virgen de los Remedios, Patrona del Colegio de Niñas Huérfanas de Buenos Aires. El resto de la población que vivía de tareas agrarias, estaba constituido por 76 casas de campo que se dispersaban sobre los cursos de agua inmediatos: Chileno, Polanco, de las Flores y hasta las puntas del Víboras y el Vacas. En los primeros días de enero de 1802, un grupo de 22 vecinos y feligreses se presentó ante el párroco, el Pbro. Casimiro José de la Fuente, pidiéndole su amparo para hacer un escrito que elevarían al virrey Joaquín del Pino y Rosas, solicitando su autorización para trasladarse al Rincón del Escobar. 
El patriota uruguayo, José Gervasio Artigas, terminó concediéndoles el permiso solicitado por el pueblo viborero para que la población fuera trasladada a 15 km sudeste el 12 de febrero de 1816, al nuevo pueblo de Carmelo sobre el arroyo de las Vacas. A pesar de aquel desmembramiento, un núcleo de población de Las Víboras permaneció abrazado al campo, rechazando todo cambio de lugar hasta que otro grupo de viboreros junto al Pbro. Felipe Santiago Torres Leyva fundaron Nueva Palmira el 26 de octubre de 1831, en el antiguo dominio jurisdiccional de Higueritas, junto al puerto de Las Higueritas, embarcadero natural transformado en punto de tránsito náutico. 
Su nombre provino de la similitud que tenía esta nueva población con la antigua Palmira asiática que había visitado Torres Leyva, ya que esta última era un oasis en el desierto de Siria con una intensa actividad comercial.
Posteriormente, en 1920 Palmira es declarada villa y en 1953, ciudad.

## Población de Nueva Palmira
Según el censo de 2011 la ciudad contaba con una población de 9857 habitantes.
| 4191          | 6307 | 7146 | 7151 | 8339 | 9230 | 9857 |
| (Fuente: INE) |      |      |      |      |      |      |

## Gobierno
Por Ley N° 18.653 del 15 de marzo de 2010 se creó el municipio de Nueva Palmira perteneciente al departamento de Colonia comprendiendo al distrito electoral NIB de ese departamento.
Desde abril de fines del 2020, el alcalde de Nueva Palmira es Agustín Calleros.

## Economía

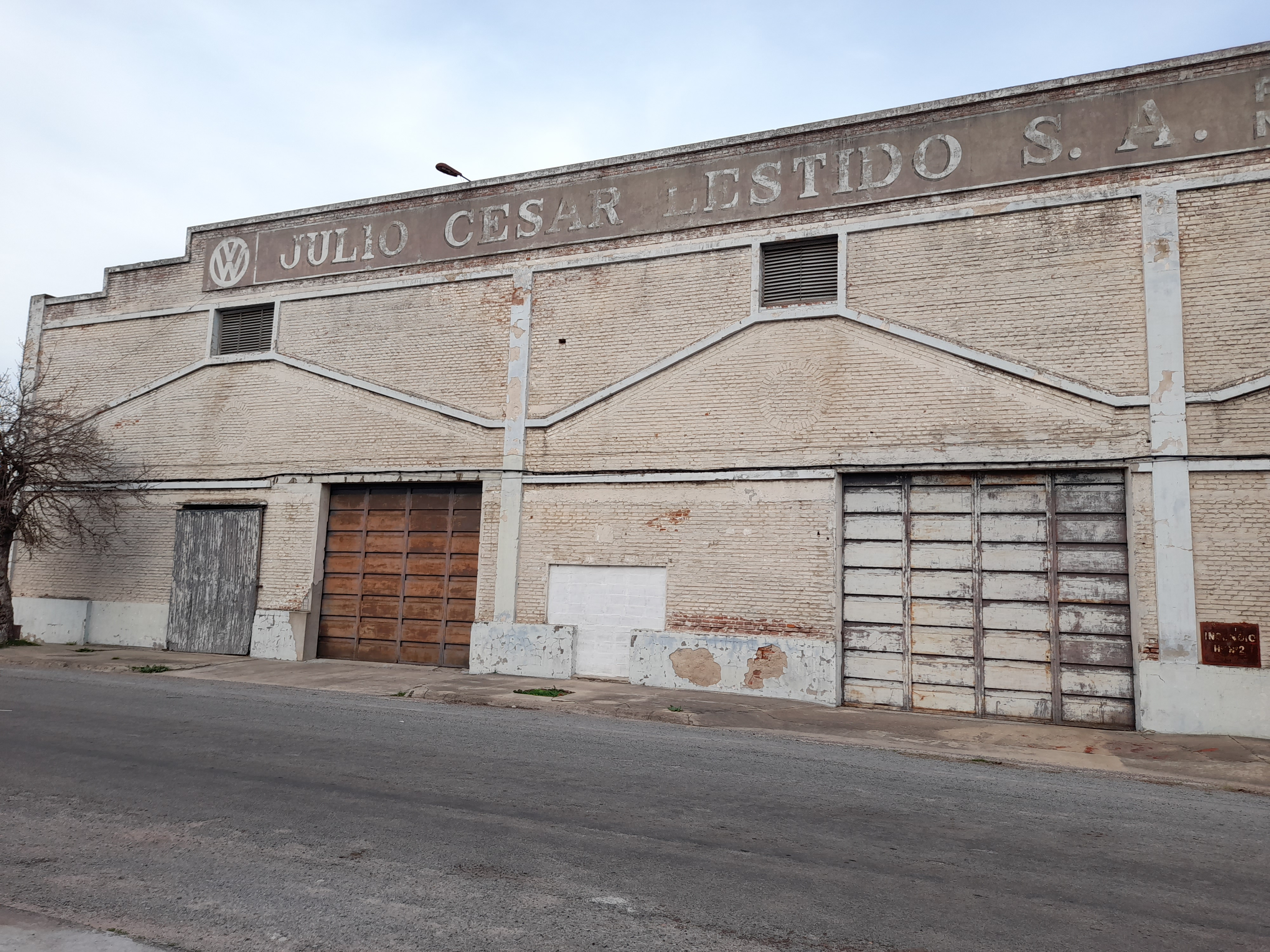
Frente de la exfábrica de ensamblaje de Volkswagen en Nueva Palmira.

El Puerto de Nueva Palmira es una de las principales fuentes económicas de la ciudad. Hasta 1954, funcionó en la ciudad una fábrica de la aceitera Óptimo. Luego del cierre de la fábrica aceitera, se instaló en su edificio la planta de armado de Volkswagen Julio César Lestido. Esta fábrica funcionó entre 1962 y 1992, y empleaba entre 300 y 400 operarios.

## Infraestructura y servicios

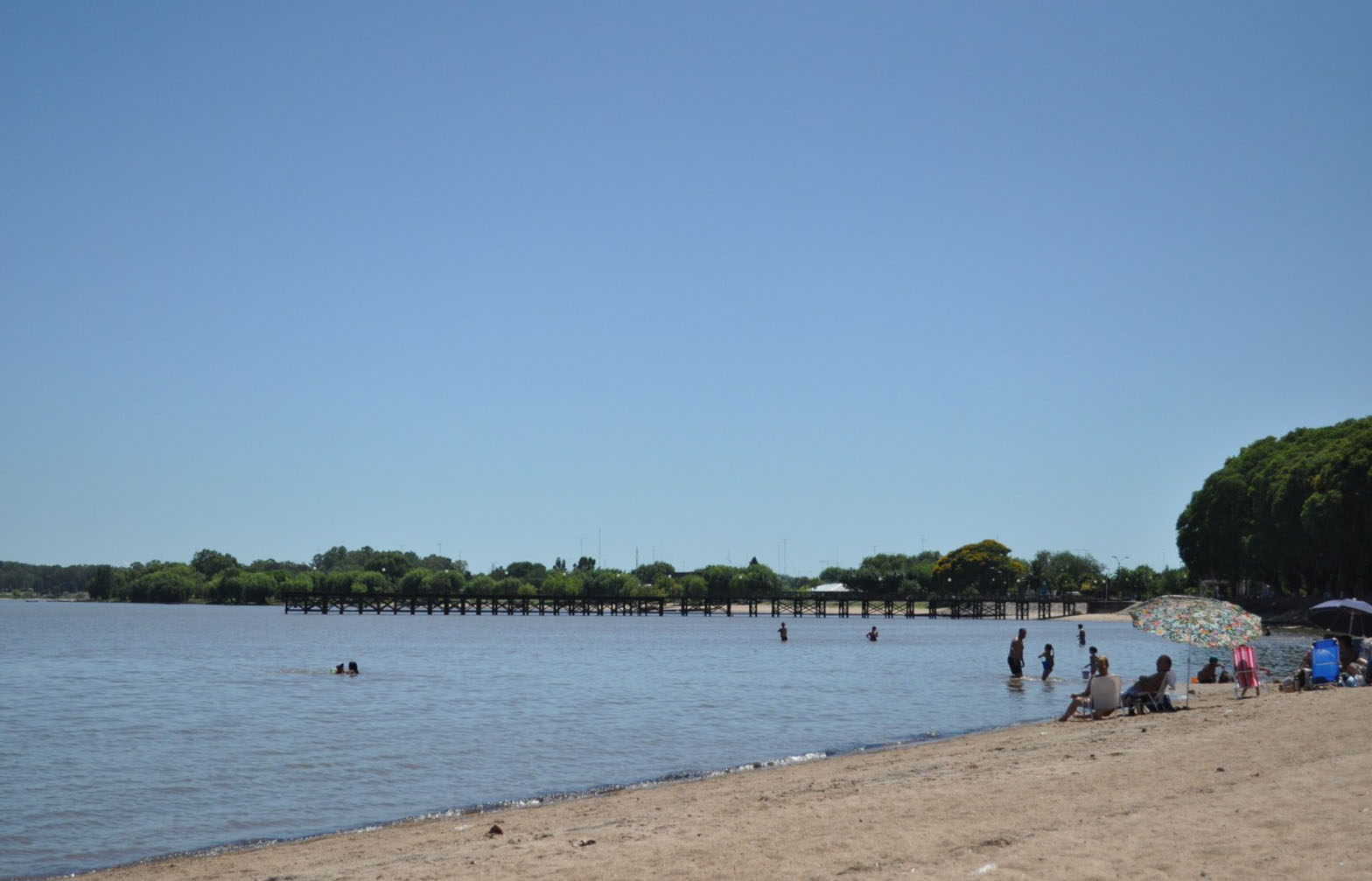
Playa de Nueva Palmira.

La ciudad cuenta con 3 escuelas urbanas; un liceo; una escuela técnica y un jardín de infantes. Allí encontramos, además, la Casa de la Cultura; el Museo Municipal Lucas Roselli, que guarda piezas únicas de paleontología; la Escuela Municipal del Hogar, donde se hacen clases de economía doméstica y manualidades y la Biblioteca Popular Jacinto Laguna, que es la más antigua del interior del país.
Sobre la ribera del río Uruguay, cuenta con un balneario llamado «Brisas del Uruguay», y a escasos kilómetros se encuentra el paraje Punta Gorda que es el km 0 del Río de la Plata. Una línea regular de transporte fluvial por el río Uruguay y el delta del río Paraná la conecta con la localidad de Tigre, próxima a Buenos Aires, Argentina.

### Museo Municipal Profesor Roselli
El Museo Municipal Profesor Francisco Lucas Rosselli, también conocido como Museo Roselli, es un museo ubicado en la ciudad de Nueva Palmira. Lleva su nombre por su primer director, el profesor Lucas Roselli.

### Biblioteca Popular Jacinto Laguna
Fue fundada el 25 de mayo de 1873 y surgió como iniciativa de los vecinos de la localidad, emulando la función que la Sociedad de Amigos de la Educación Popular (Sadep) cumplía en la ciudad de Montevideo. Esta biblioteca es la más antigua del interior del país, y lleva el nombre de Jacinto Laguna, ciudadano integrante de la filial palmirense de Sadep, y fue quien solicitó apoyo a José Pedro Varela para la instalación de la biblioteca. Varela colaboró donando algunos libros, donación a la que se sumaron colectas de libros a nivel local, y llegaron también donaciones desde Montevideo y Buenos Aires.
Además de cumplir la función de préstamos de libros, la biblioteca es sede de otras actividades sociales y culturales de importancia para la sociedad palmirense. En sus instalaciones funciona también el Centro de Idiomas, y el Centro de Estudios Superiores.

### Dársena Higueritas

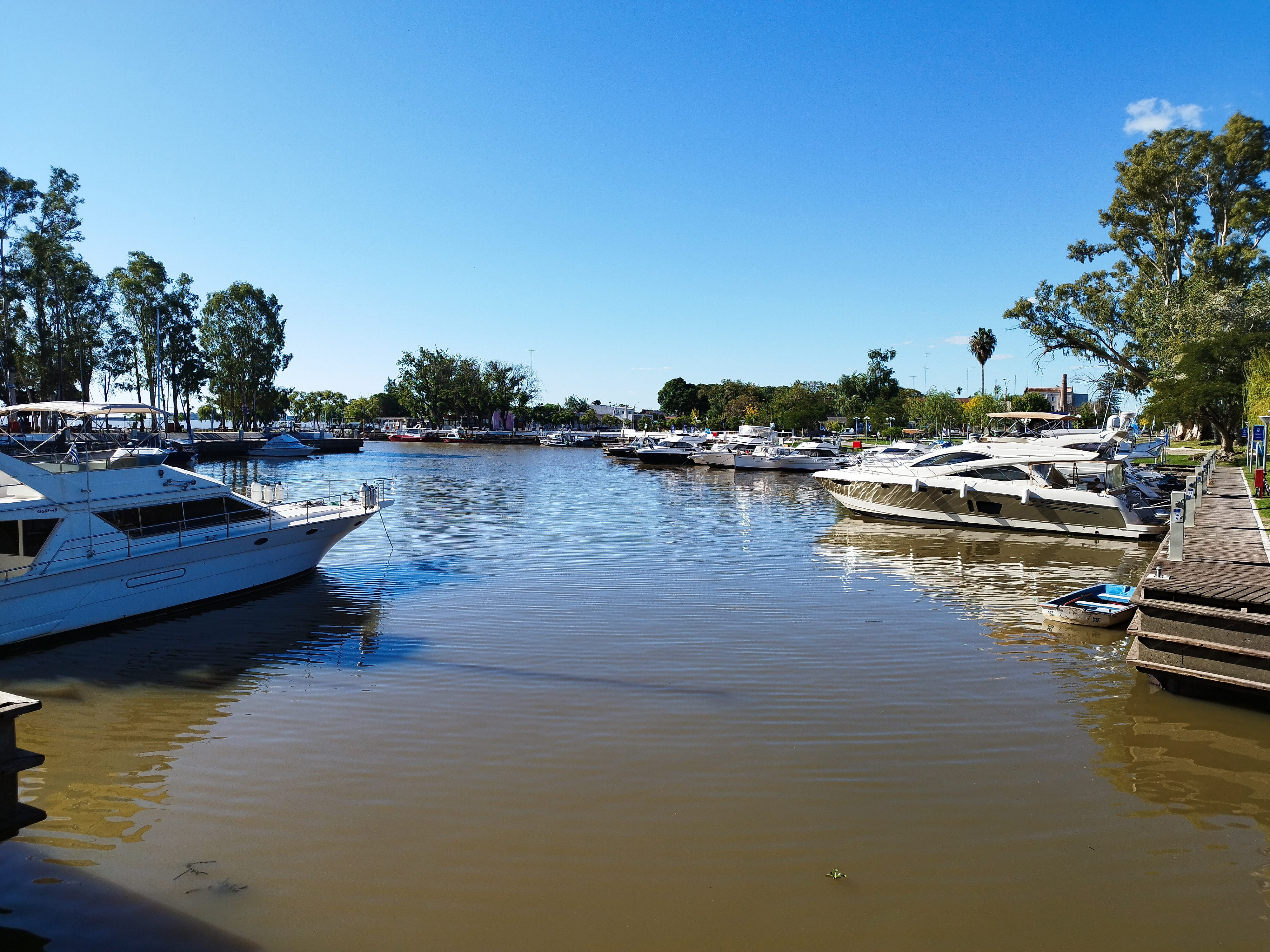
Dársena Higueritas.

Se trata de un puerto deportivo y atracadero de yates, ubicado en las costas del río Uruguay, junto a la ciudad de Nueva Palmira. Posee 64 amarras y ofrece una variedad de servicios para las embarcaciones (electricidad, agua potable, sanitarios, entre otros). Junto a la dársena se encuentra el Club Remeros de Nueva Palmira, y un camping con servicios.

### Puerto

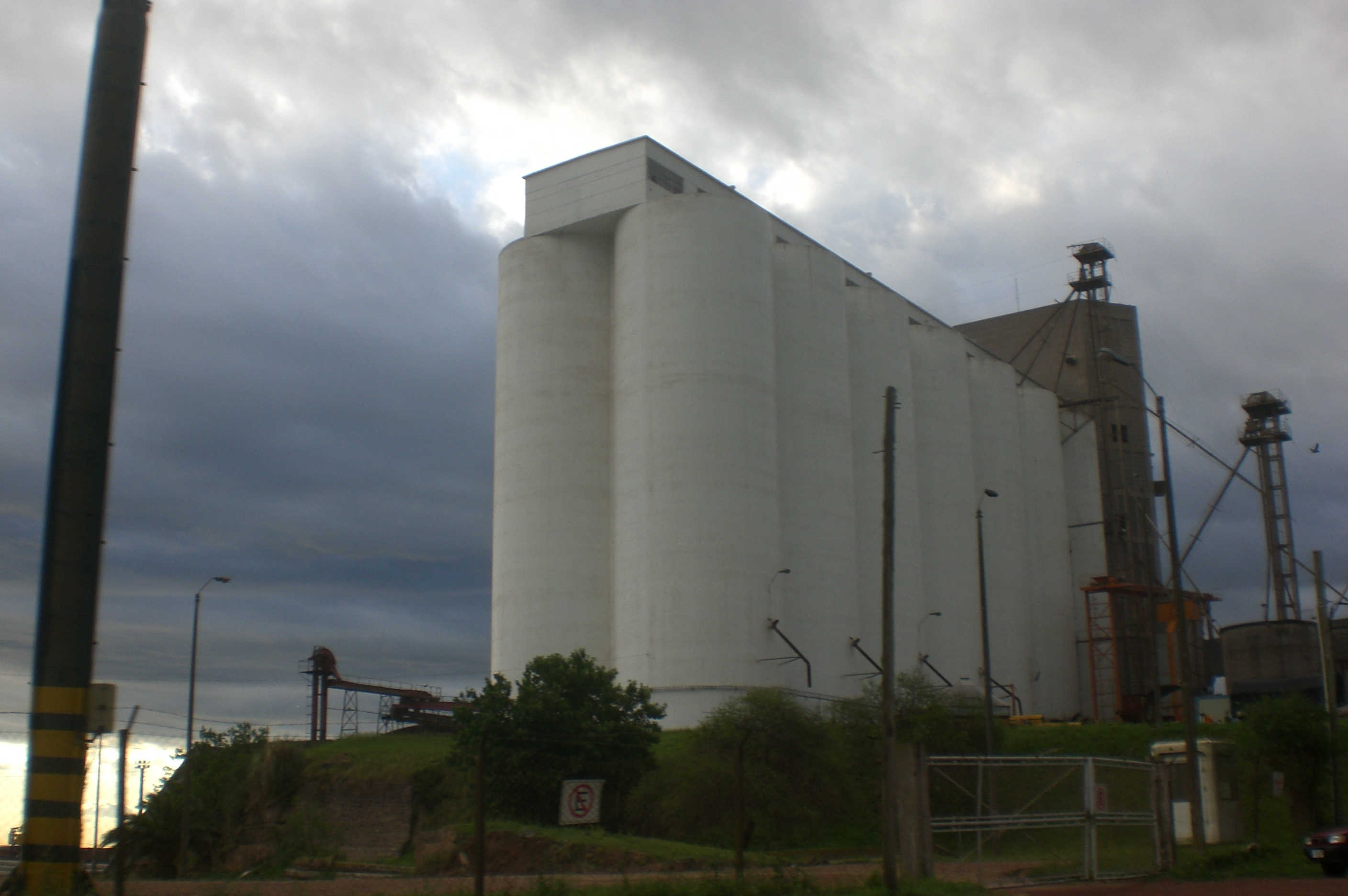
Silos de granos, en el puerto de Nueva Palmira.

El puerto de Nueva Palmira se ubica sobre la costa del río Uruguay junto a la ciudad y desde sus comienzos ha registrado una importante actividad comercial.
Es el segundo puerto más importante del país en lo que tiene que ver con el tonelaje de cargas movilizadas, precedido por el puerto de Montevideo, mientras que ocupa la primera posición en cuanto a tasa de crecimiento. En 2016 se realizaron movimientos por 7,3 kilotoneladas.
El puerto se encuentra estratégicamente ubicado. Por un lado recibe toda la producción nacional que baja por el río Uruguay, entre ellos frutas cítricas, maderas y sus derivados  (tales productos forman parte de la mayoría de las exportaciones nacionales), y tienen a Nueva Palmira como punto de exportación. Por otro lado capta la mercadería en tránsito que llega por la hidrovía Paraná - Paraguay, y que desde allí sale al resto del mundo. Nueva Palmira combina dos tipos de navegación, la fluvial  y la de ultramar, siendo el punto de intercambio de mercaderías entre los barcos de diferente calado. La terminal tiene un calado operable de 32 pies (9,70 metros) y existe además un muelle que puede trabajar con barcos del tipo Panamax1.
En el puerto operan tres agentes independientes, por un lado la terminal pública de la ANP que trabaja en régimen de puerto libre,  la Corporación Navíos (especializada en graneles) con un muelle que opera en régimen de zona franca, y el muelle de Ontur que se ocupa de las exportaciones de celulosa que realiza la empresa UPM (ex Botnia).

## Personalidades
- Sergio Rochet, futbolista.
- Claudio Sebastián Flores, futbolista.
- Gianni Guigou, futbolista.
- Esperanza Pizarro, futbolista.
- Wilson Graniolatti, futbolista.
- Williams "Gezzio" Geninazzio, artista, ilustrador, dibujante.
- Alfredo Della Santa, artista, paisajista.
- Velarde Pérez Fontana, médico cirujano y anatomista.
- Alejandro Villoldo, futbolista.
- Joaquín Aguirre Santellán, futbolista.
- Lola Larrosa de Ansaldo, escritora.